# Si Yew-Ming
Si Yew-Ming (* 24. August 1979 in Johor) ist ein malaysischer Tennisspieler.

## Karriere
Si spielte bis einschließlich 1997 auf der Junior Tour und erreichte dort mit Rang 145 sein höchstes Ranking.
Danach spielte er zunächst keine Profiturniere. Stattdessen wurde er 1999 das erste Mal in die malaysische Davis-Cup-Mannschaft berufen, wo er keines seiner vier Matches verlor und damit zum Aufstieg in die Kontinentalgruppe II beitrug. In der Zeit als Aktiver spielte Si häufig für sein Land und stellte dabei einige Rekorde auf. Er hat in den meisten Begegnungen mitgewirkt (45) und gewann dabei sowohl die meisten Matches im Einzel, im Doppel als mit 43 Siegen auch insgesamt. Dabei ging es für das Team fast immer zwischen den Kontinentalgruppen II und III auf und ab.
Die ersten Profiturniere spielte der Malaysier 2002 auf der ITF Future Tour. Im selben Jahr war er auch erstmals in der Tennisweltrangliste platziert. 2003 war in Einzel und Doppel jeweils sein bestes Jahr. Er erreichte im Einzel Platz 804 respektive Rang 606 im Doppel. In der Folgezeit war er selten überhaupt in der Rangliste notiert. Seine einzigen Auftritte auf der ATP World Tour bekam er im Einzel 2010 in Kuala Lumpur dank einer Wildcard, wo er zum Auftakt deutlich verlor. Im Doppel kam er 2009, 2011 und 2012 ebenfalls durch Wildcards zu Auftritten.
Bis heute ist Si der erfolgreichste malaysische Tennisspieler und einer der wenigen, die jemals ein ATP-Match – wenn auch in der Qualifikation – gewann. Letztmals startete er 2013 bei einem Turnier.